# Heiligengrabe
Heiligengrabe ist eine Gemeinde im Landkreis Ostprignitz-Ruppin in Brandenburg.

## Geographie
Die Gemeinde liegt im Osten der Prignitz, nahe der Landesgrenze zu Mecklenburg-Vorpommern. Mit einer Fläche von 206,31 km² gehört sie zu den flächengrößten Gemeinden Deutschlands.

## Gemeindegliederung

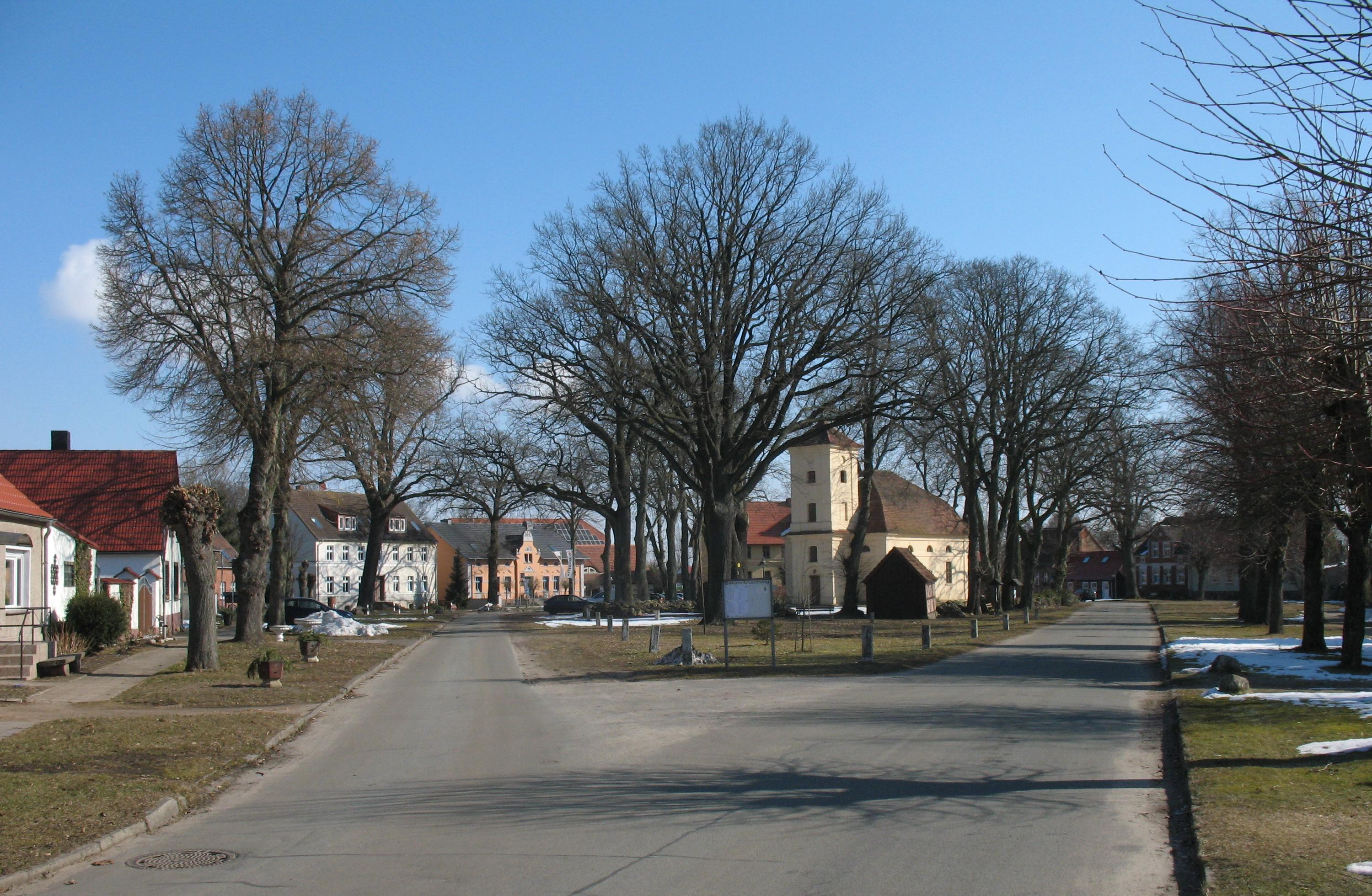
Rundling Jabel

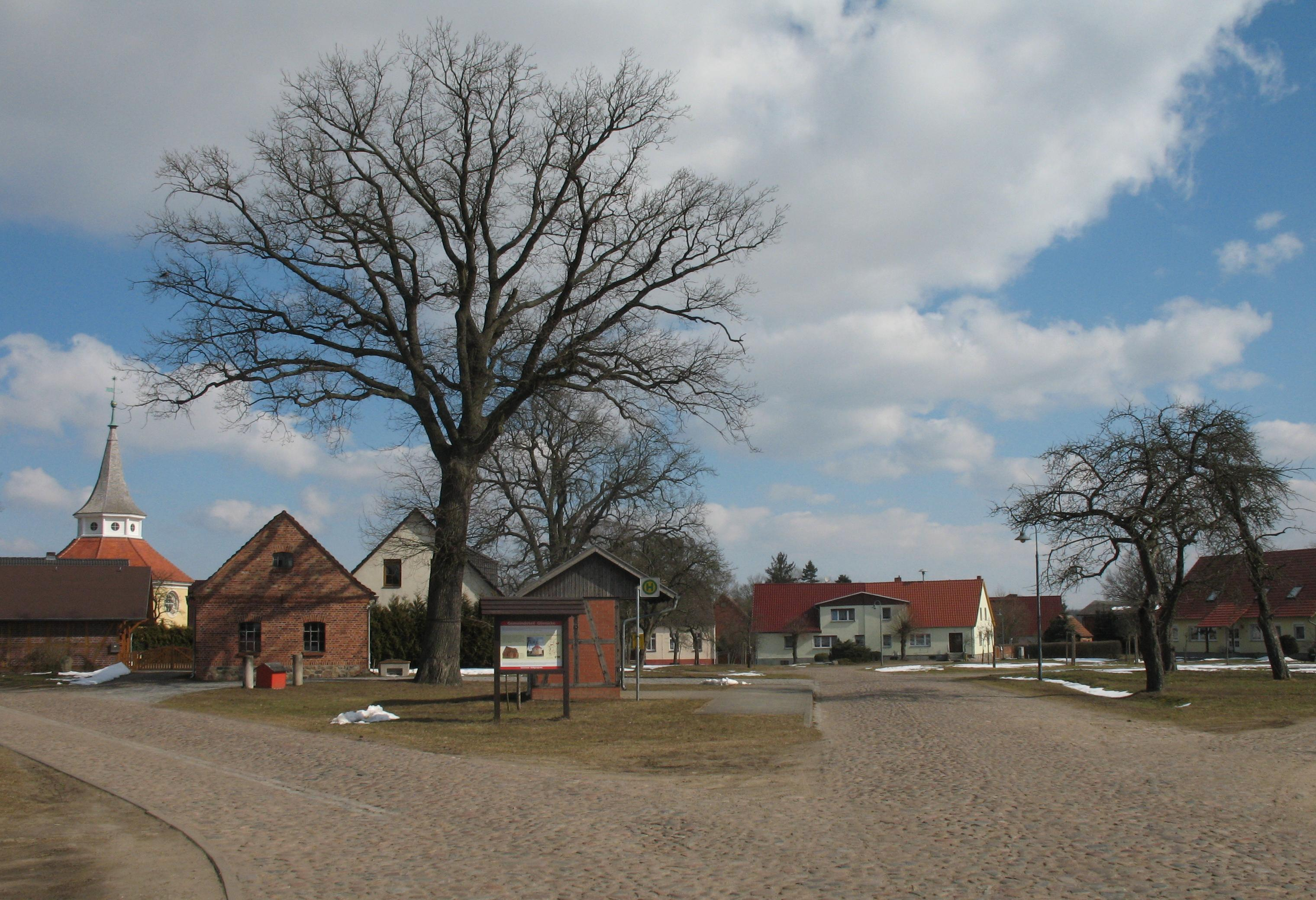
Rundling Glienicke

Zur Gemeinde Heiligengrabe gehören folgende Ortsteile, bewohnte Gemeindeteile und Wohnplätze:
- Blandikow
- Blesendorf mit dem Wohnplatz Ganzow
- Blumenthal mit den Gemeindeteilen Dahlhausen und Horst sowie den Wohnplätzen Buchhorst, Siedlung und Waldhof
- Grabow bei Blumenthal mit dem Wohnplatz Kuckucksmühle
- Heiligengrabe mit den Wohnplätzen Hoheheide und Techow
- Herzsprung
- Jabel mit dem Wohnplatz Friesenhof
- Königsberg mit den Wohnplätzen Kattenstiegmühle und Wüsten-Barenthin
- Liebenthal
- Maulbeerwalde mit dem Wohnplatz Maulbeerwalder Siedlung
- Papenbruch mit dem Wohnplatz Natteheide
- Rosenwinkel
- Wernikow mit dem Wohnplatz Wernikow Ausbau
- Zaatzke mit dem Gemeindeteil Glienicke sowie dem Wohnplatz Volkwig

## Geschichte
Zu DDR-Zeiten bestand im Ort ein FDJ-Ferienlager.
Am 26. Oktober 2003 wurden die Orte Blandikow, Blesendorf, Blumenthal, Grabow bei Blumenthal, Jabel, Liebenthal, Maulbeerwalde, Papenbruch, Rosenwinkel, Wernikow und Zaatzke nach Heiligengrabe eingemeindet. Am 31. Dezember 2004 kamen Herzsprung und Königsberg, die sich gerichtlich erfolgreich gegen eine Eingemeindung nach Wittstock/Dosse gewehrt haben, hinzu.

## Bevölkerungsentwicklung
| Jahr | Einwohner |
| ---- | --------- |
| 1875 | 323       |
| 1890 | 285       |
| 1910 | 305       |
| 1925 | 377       |
| 1933 | 843       |
| 1939 | 829       |

| Jahr | Einwohner |
| ---- | --------- |
| 1946 | 1 132     |
| 1950 | 1 313     |
| 1964 | 1 088     |
| 1971 | 1 015     |
| 1981 | 0 994     |
| 1985 | 0 981     |

| Jahr | Einwohner |
| ---- | --------- |
| 1990 | 1 019     |
| 1995 | 0 934     |
| 2000 | 0 945     |
| 2005 | 5 087     |
| 2010 | 4 693     |
| 2015 | 4 441     |

| Jahr | Einwohner |
| ---- | --------- |
| 2020 | 4 379     |
| 2021 | 4 350     |
| 2022 | 4 350     |
| 2023 | 4 413     |
| 2024 | 4 352     |

Gebietsstand des jeweiligen Jahres, Einwohnerzahl: Stand 31. Dezember (ab 1991), ab 2011 auf Basis des Zensus 2011, ab 2022 auf Basis des Zensus 2022
Die Zunahme der Einwohnerzahl 2005 ist auf die Eingemeindung zahlreicher Orte in den Jahren 2003 und 2004 zurückzuführen.

## Politik

### Gemeindevertretung
Die Gemeindevertretung von Heiligengrabe besteht entsprechend der Einwohnerzahl der Gemeinde aus 16 Gemeindevertretern und dem hauptamtlichen Bürgermeister. Die Kommunalwahl am 9. Juni 2024 führte bei einer Wahlbeteiligung von 67,5 % zu folgendem Ergebnis:
| Partei / Wählergruppe                           | Stimmenanteil 2019 | Sitze 2019 |        | Stimmenanteil 2024 | Sitze 2024 |
| ----------------------------------------------- | ------------------ | ---------- | ------ | ------------------ | ---------- |
| Freie Wählergemeinschaft Prignitz-Ruppin        | 09,6 %             | 2          | 21,6 % | 4                  |            |
| Wählergemeinschaft Heiligengraber Land          | 36,9 %             | 6          | 20,4 % | 3                  |            |
| AfD                                             | –                  | –          | 16,0 % | 1                  |            |
| Gemeinsam für Bürger                            | –                  | –          | 11,0 % | 2                  |            |
| Bürgerliste Blumenthal-Grabow-Rosenwinkel       | 20,1 %             | 3          | 10,3 % | 2                  |            |
| Alternative Wählergruppe Gemeinde Heiligengrabe | 11,9 %             | 2          | 07,7 % | 1                  |            |
| Lebens(t)raum Dorf zwischen Jäglitz und Glinze  | 08,9 %             | 1          | 07,6 % | 1                  |            |
| Einzelbewerber Arno Beck                        | –                  | –          | 02,3 % | –                  |            |
| Die Linke                                       | 06,7 %             | 1          | 02,1 % | –                  |            |
| Bündnis 90/Die Grünen                           | –                  | –          | 01,0 % | –                  |            |
| CDU                                             | 1                  | –          | –      |                    |            |
| Insgesamt                                       | 100 %              | 16         | 100 %  | 14                 |            |

Bei der Wahl 2024 entfielen auf die AfD drei Sitze, von denen zwei unbesetzt bleiben, weil die Partei nur einen Kandidaten nominiert hatte.

### Bürgermeister
- 1998–2003: Reinhard Preuß[11]
- 2003–2007: Egmont Hamelow[12]
- 2007–2023: Holger Kippenhahn (Wählergemeinschaft Heiligengraber Land)
- seit 2023: Karl-Friedrich Schült (Freie Wählergemeinschaft Prignitz-Ruppin)

Holger Kippenhahn wurde in der Bürgermeisterwahl 2015 mit 56,3 % der gültigen Stimmen wiedergewählt.
Seit dem 1. Juli 2023 ist Karl-Friedrich Schült Bürgermeister der Gemeinde. Er wurde in der Bürgermeisterwahl am 19. März 2023 mit 53,7 % der gültigen Stimmen gewählt.

### Wappen
| Wappen von Heiligengrabe | Blasonierung: „In Grün über einer silbernen Spitze zum Schildhaupt, belegt mit einem gemauerten roten Treppengiebel, in dessen rundem Mauerdurchbruch ein rotes Jerusalemkreuz schwebt, oben rechts ein silbernes Steingrab und oben links schräggekreuzt silbern eine Axt und ein Hammer.“ |
| Wappen von Heiligengrabe | Das Wappen wurde vom Heraldiker Uwe Reipert gestaltet und am 5. September 2006 durch das Ministerium des Innern genehmigt. |

### Flagge
Der Gemeinde wurde am  4. Oktober 2006 durch das Ministerium des Innern eine Flagge genehmigt und wie folgt beschrieben:
„Die Flagge ist Rot - Weiß - Rot (1:4:1) gestreift und mittig mit dem Gemeindewappen belegt.“

### Dienstsiegel
Das Dienstsiegel zeigt das Wappen der Gemeinde mit der Umschrift GEMEINDE HEILIGENGRABE • LANDKREIS OSTPRIGNITZ-RUPPIN.

### Städtepartnerschaft
Partnergemeinde ist Fahrenbach in Baden-Württemberg.

## Sehenswürdigkeiten

### Bauwerke
- Das Kloster Stift zum Heiligengrabe aus dem 13. Jahrhundert gilt als besterhaltene Klosteranlage in Brandenburg und ist seit 1998 als Denkmal nationaler Bedeutung eingestuft. Es erfuhr unter Kaiser Wilhelm II. besondere Förderung, unter anderem wurde die Grabkapelle neugotisch ausgemalt, und der Kaiser stiftete ein großes farbiges Kirchenfenster. Dieses Kaiser-Fenster stammt vom Kirchenmaler und Mosaizisten August Oetken. Es zeigt die Äbtissin Adolphine von Rohr und den Kaiser bei der Übergabe des vom letzteren neugestifteten prunkvollen Äbtissinnen-Stabes.
- Die Dorfkirche Wernikow entstand in der Zeit zwischen 1245 und 1253 und gilt damit als eine der ältesten Kirchen in der historischen Prignitz. Im Innern steht unter anderem ein Altarretabel aus der Zeit um 1722. Bei Sanierungsmaßnahmen im Jahr 2011 wurde ein Weihesiegel aus dem 13. Jahrhundert gefunden. Der Denkmalpfleger und Bauhistoriker Gordon Thalmann bezeichnet dies als einen „der spektakulärsten Funde der neueren nordostdeutschen Kirchen- und Landesforschung.“[16].
- Im Ortsteil Jabel steht eine Dorfkirche im Stil der preußischen Landbauschule mit einer bemerkenswerten Bohlenbinderkonstruktion.
- Im Ortsteil Blumenthal befindet sich der von 2003 bis 2004 erbaute Aussichtsturm Blumenthal. Er ist der höchste Holzaussichtsturm in Deutschland.
- In Blumenthal-Horst befindet sich auf dem Gelände des Gutes Burghof der ruinöse Nordflügel und ein polygonaler Treppenturm des um 1534 erbauten Renaissanceschlosses, das seit dem 17. Jahrhundert verfiel. Erhalten ist das 1752 erbaute barocke Gutshaus, das restaurierte Inspektorenhaus sowie Reste des um 1860 entstandenen Landschaftsparks. Im Inneren der 1688 erbauten Gutskapelle befindet sich das Grabmal des im Alter von fünf Jahren verstorbenen Hans Carl Montang von Blumenthal, ein Werk Johann Gottfried Schadows von 1794. Die Gebäude der in den 1950er Jahren errichteten Landwirtschaftsschule werden teilweise vom Gut Burghof genutzt. Der „Förderverein Burgbau im Landschaftspark zu Horst e. V.“ bemüht sich um den Erhalt des aus fünf Jahrhunderten stammenden Ensembles.

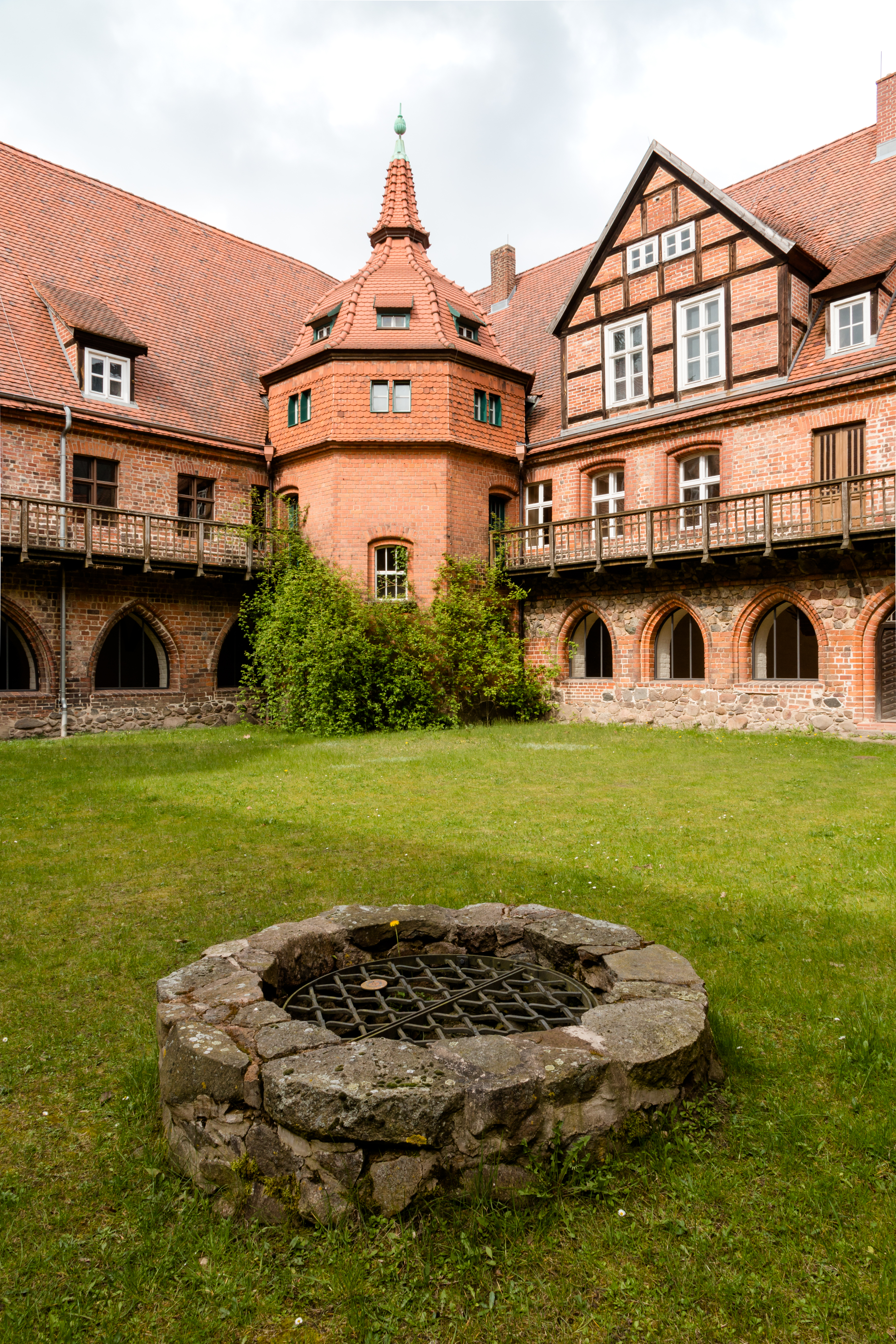
Kloster Heiligengrabe, Innenhof der Abtei
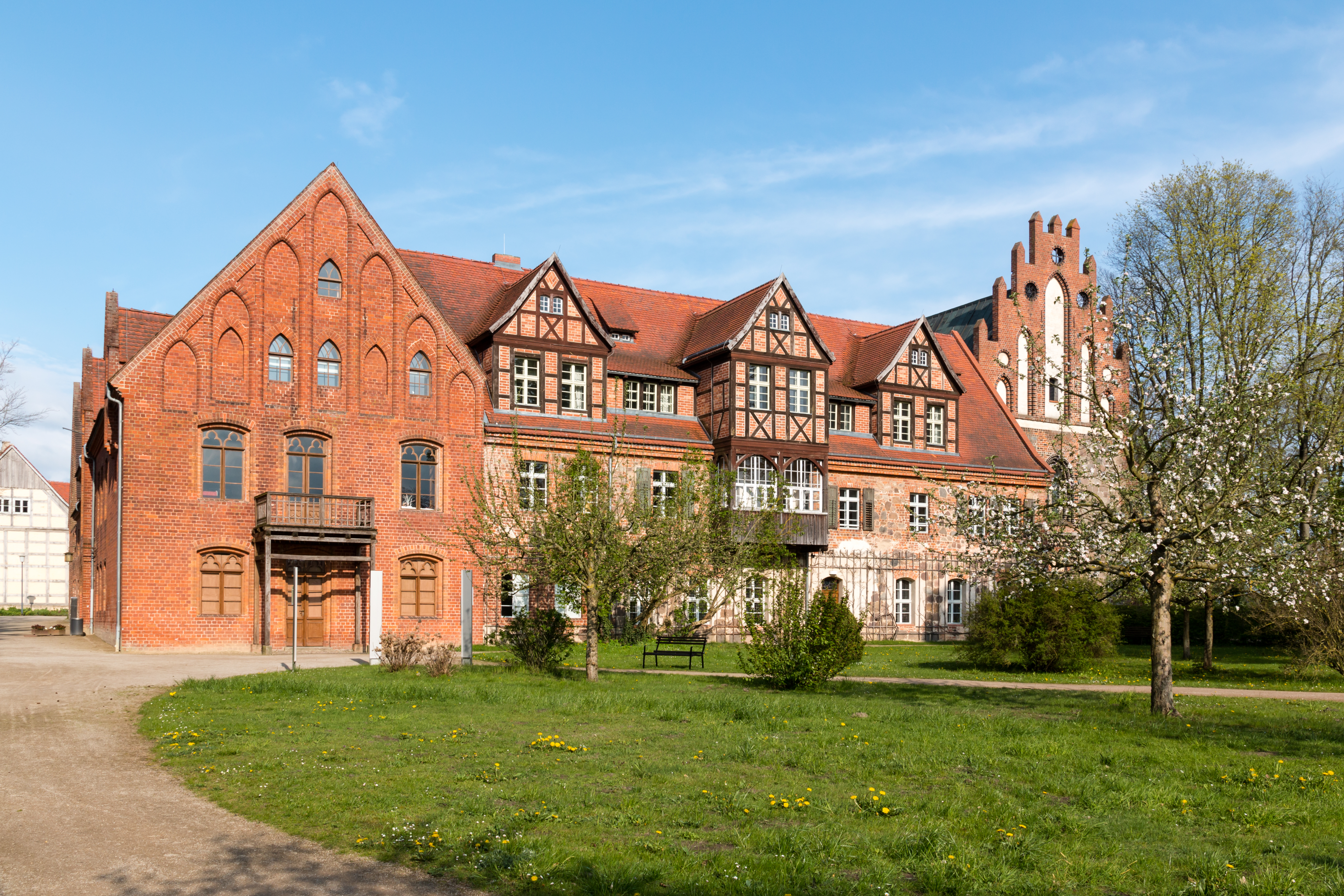
Kloster Heiligengrabe, Westflügel
Dorfkirche Heiligengrabe
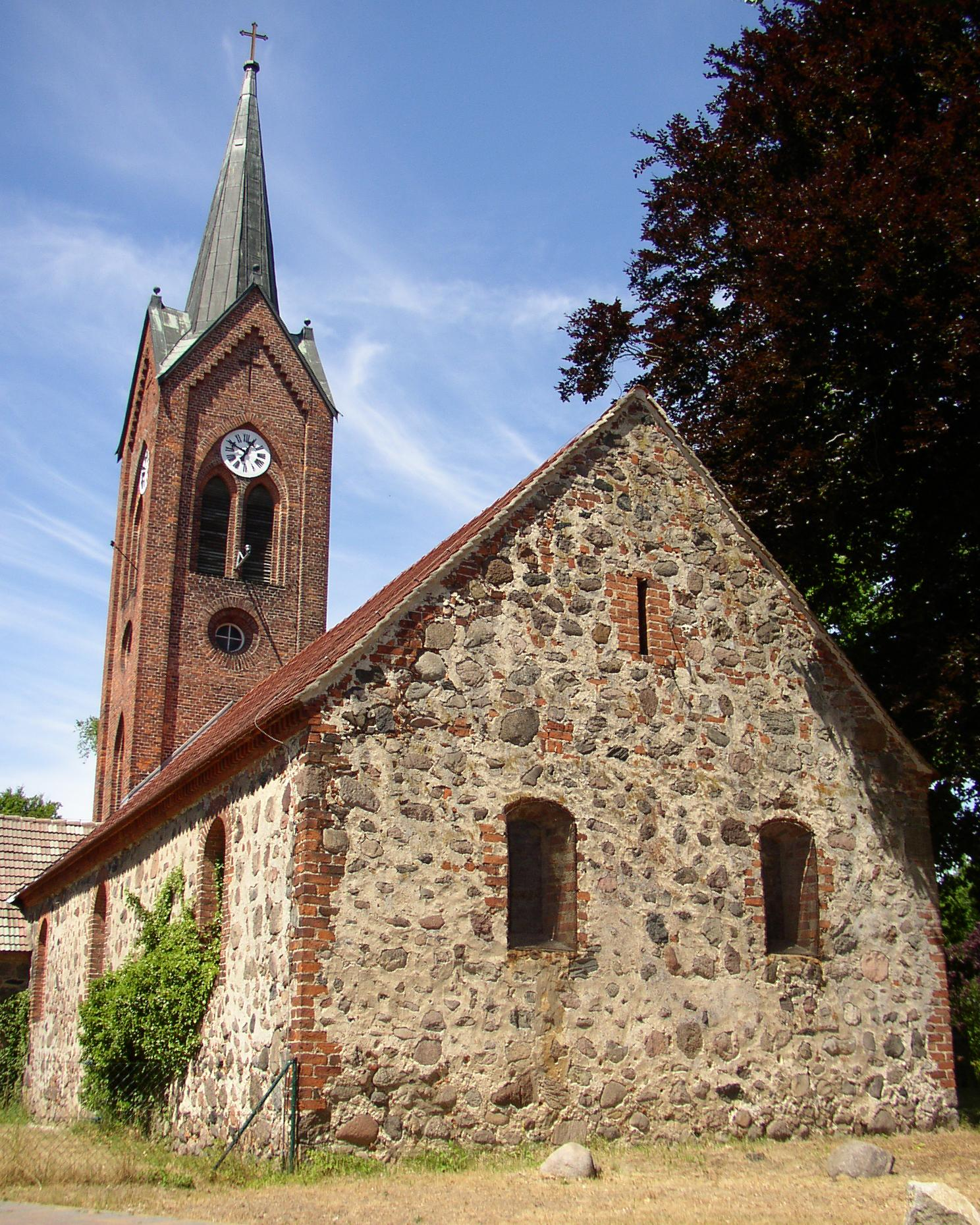
Kirche in Blumenthal
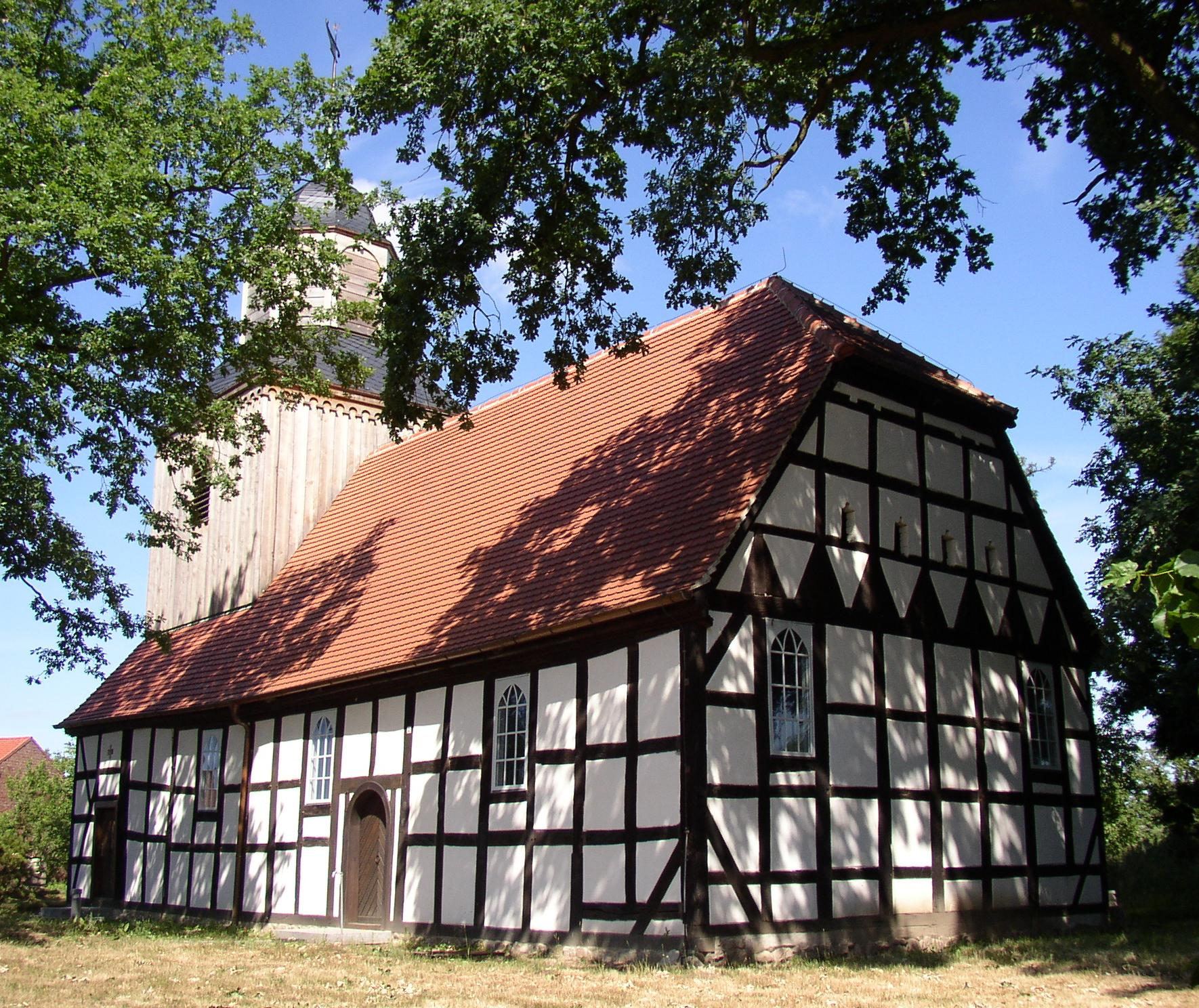
Kirche in Grabow
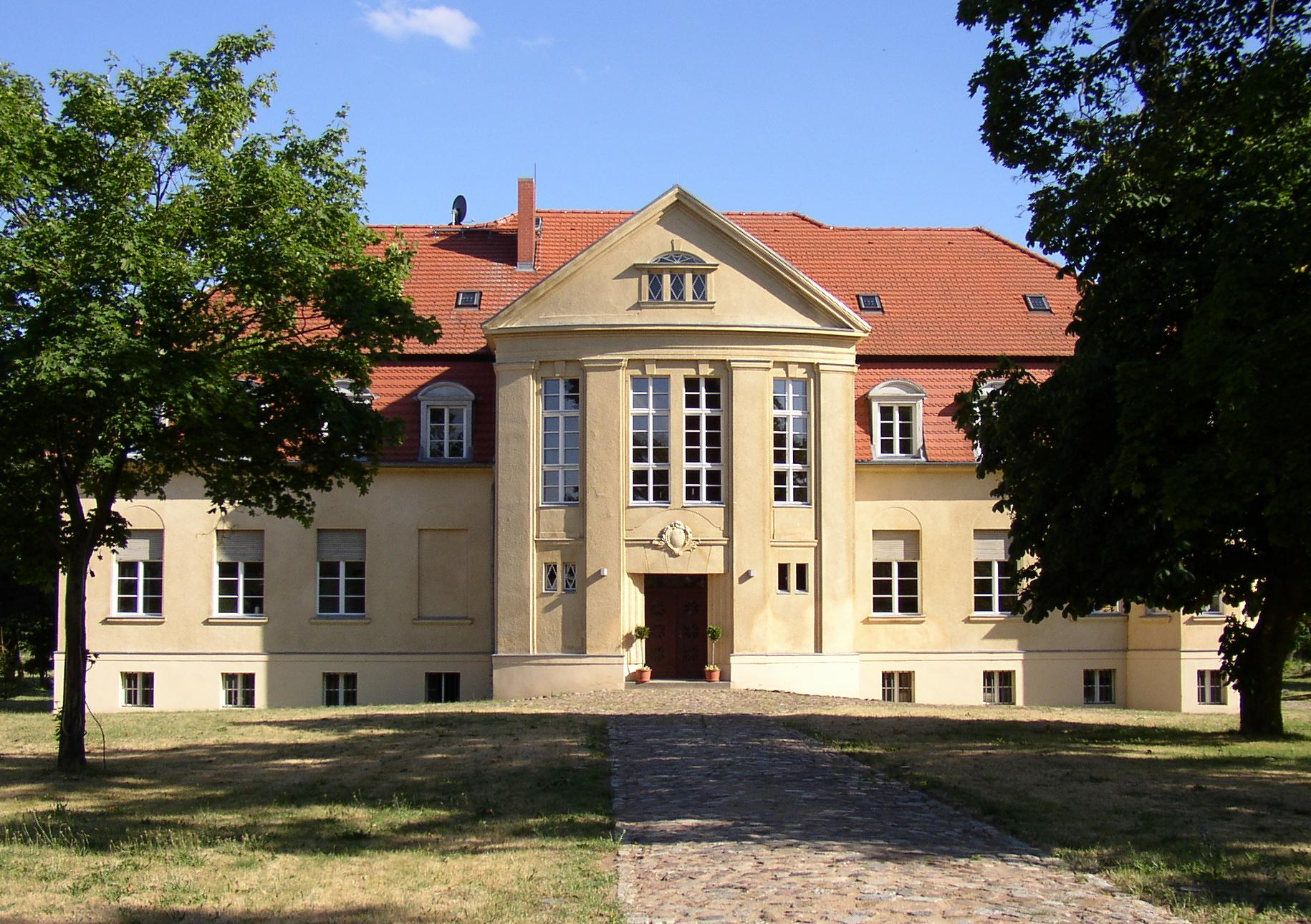
Gutshaus in Grabow (Architekt: Paul Schultze-Naumburg)
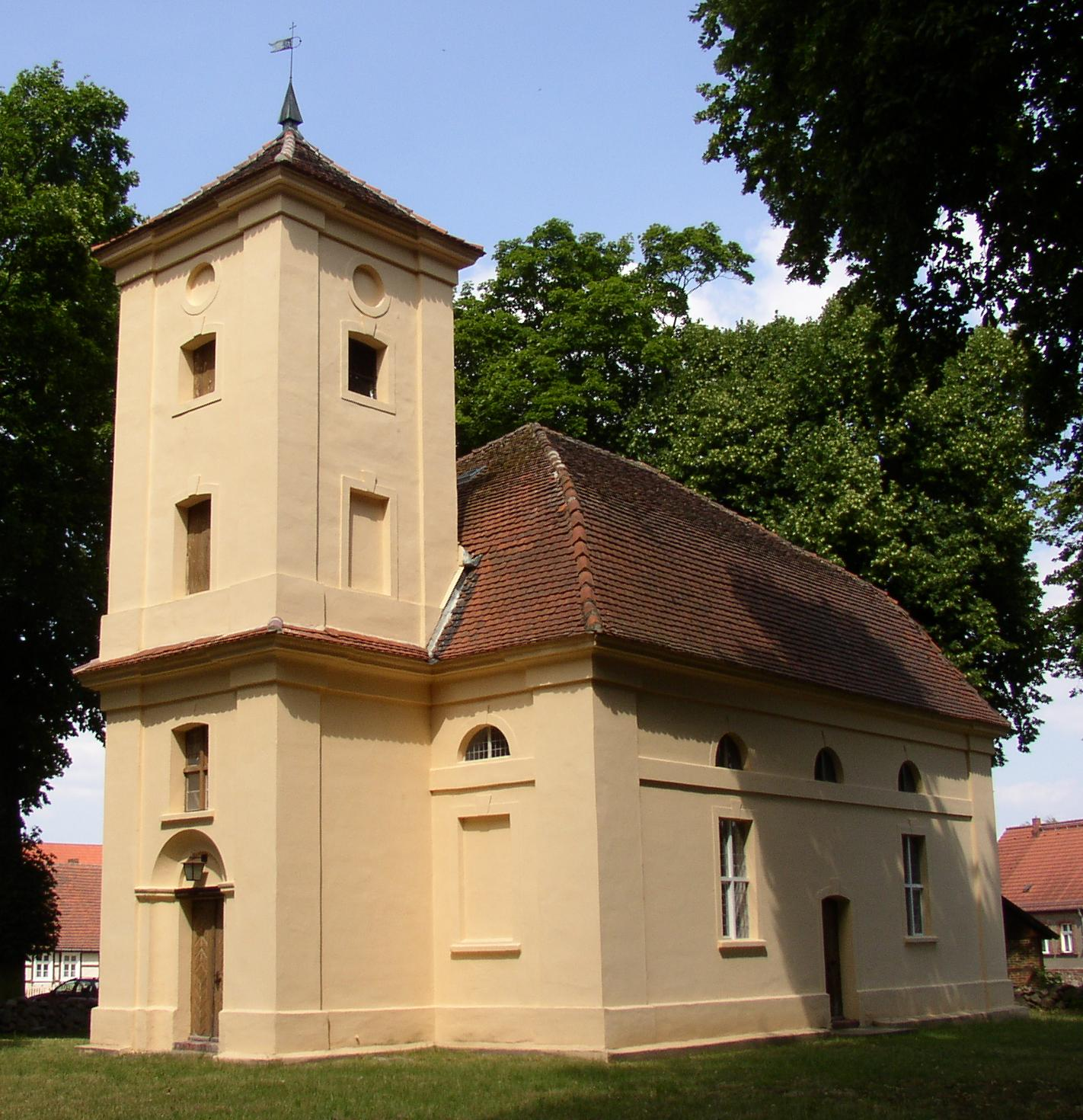
Kirche in Jabel
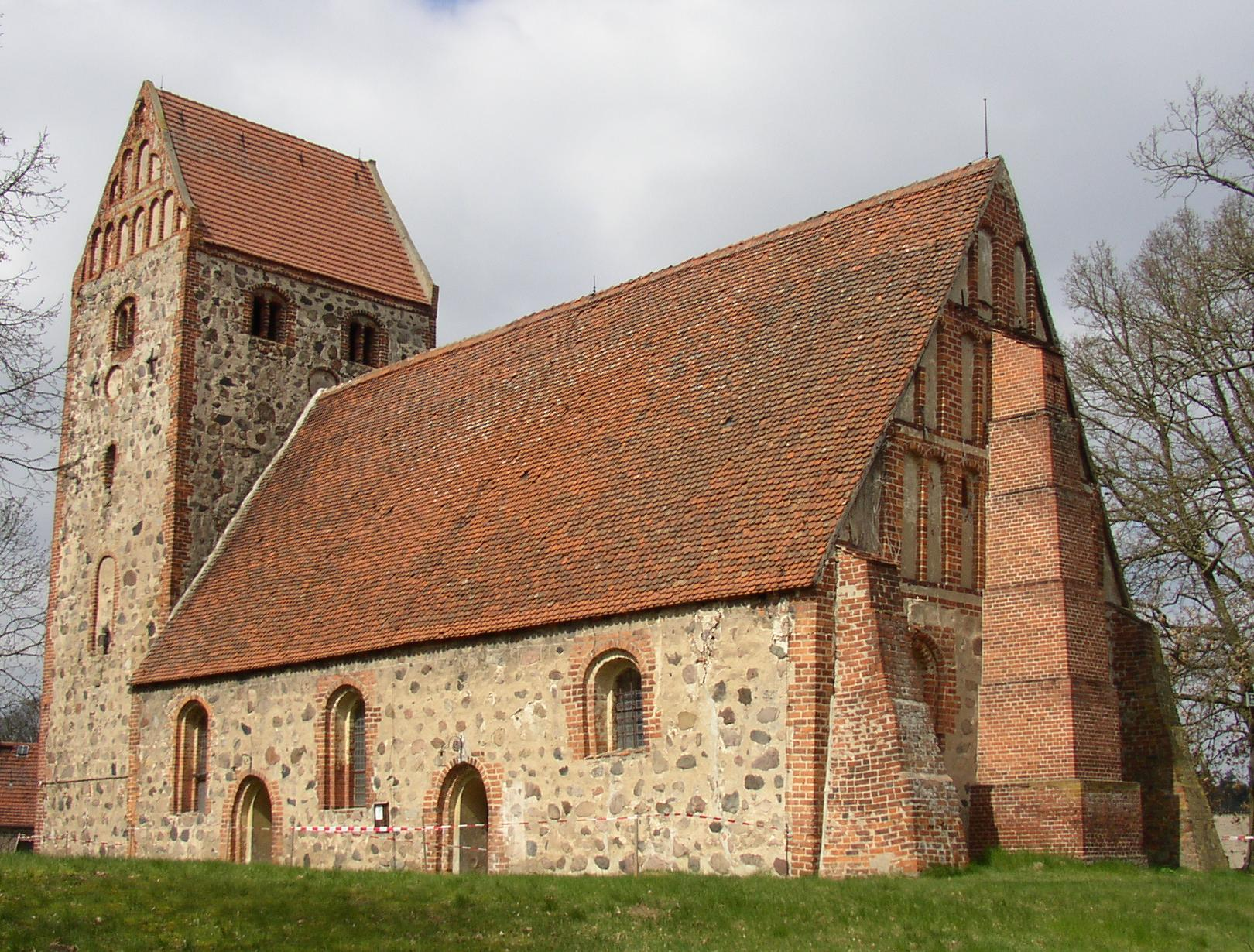
Kirche in Königsberg
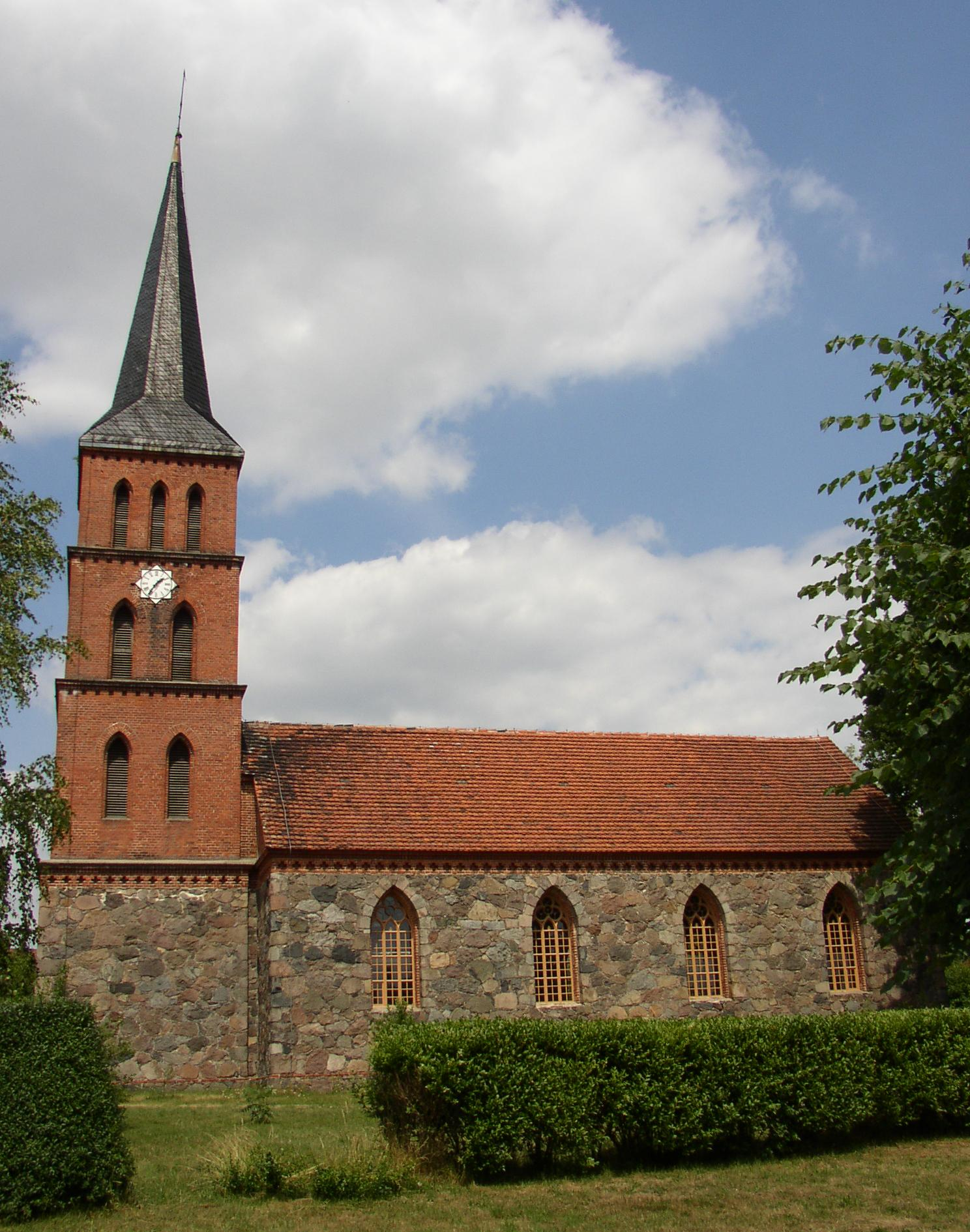
Kirche in Papenbruch
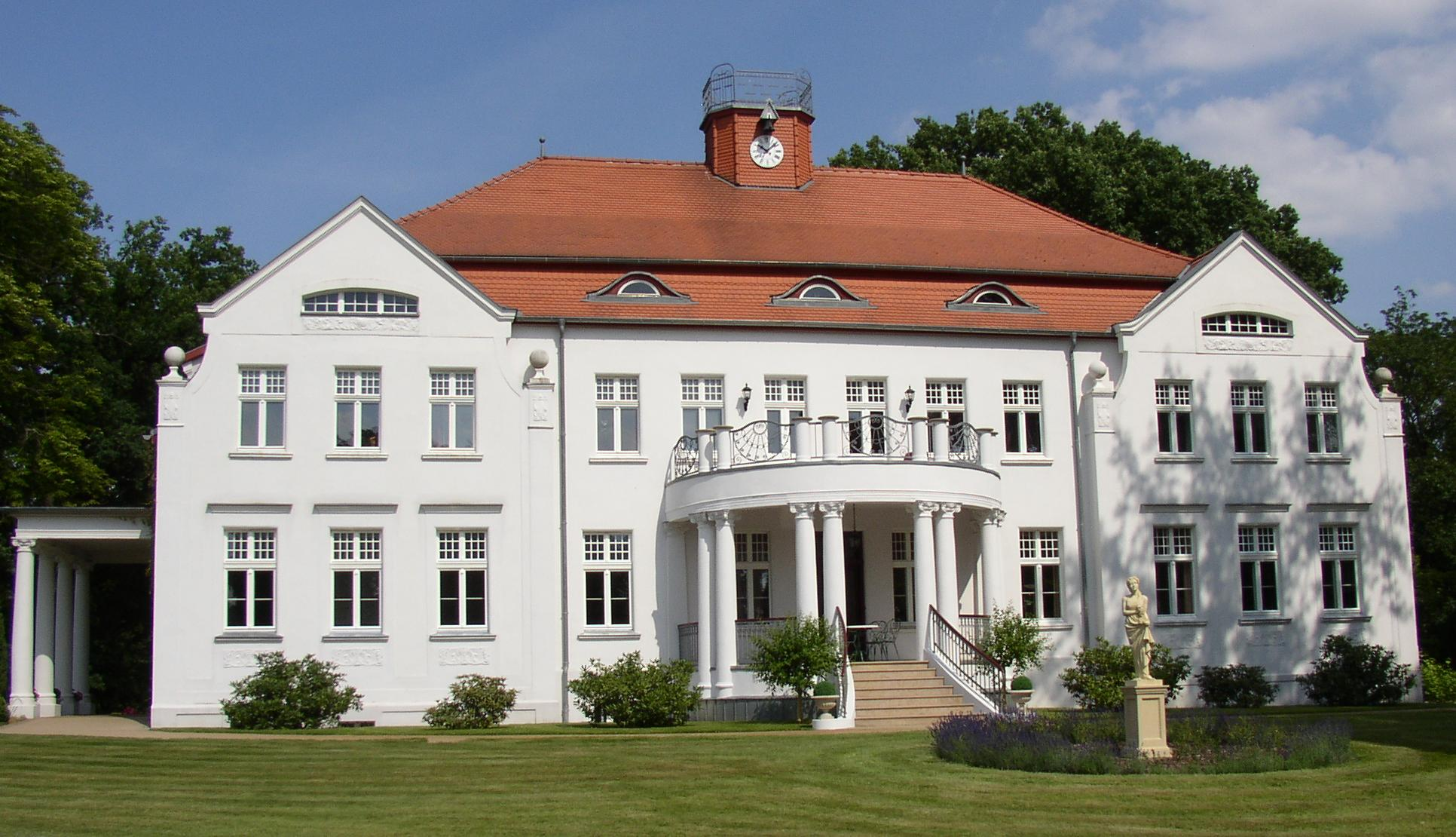
Jugendstil-Gutshaus in Maulbeerwalde
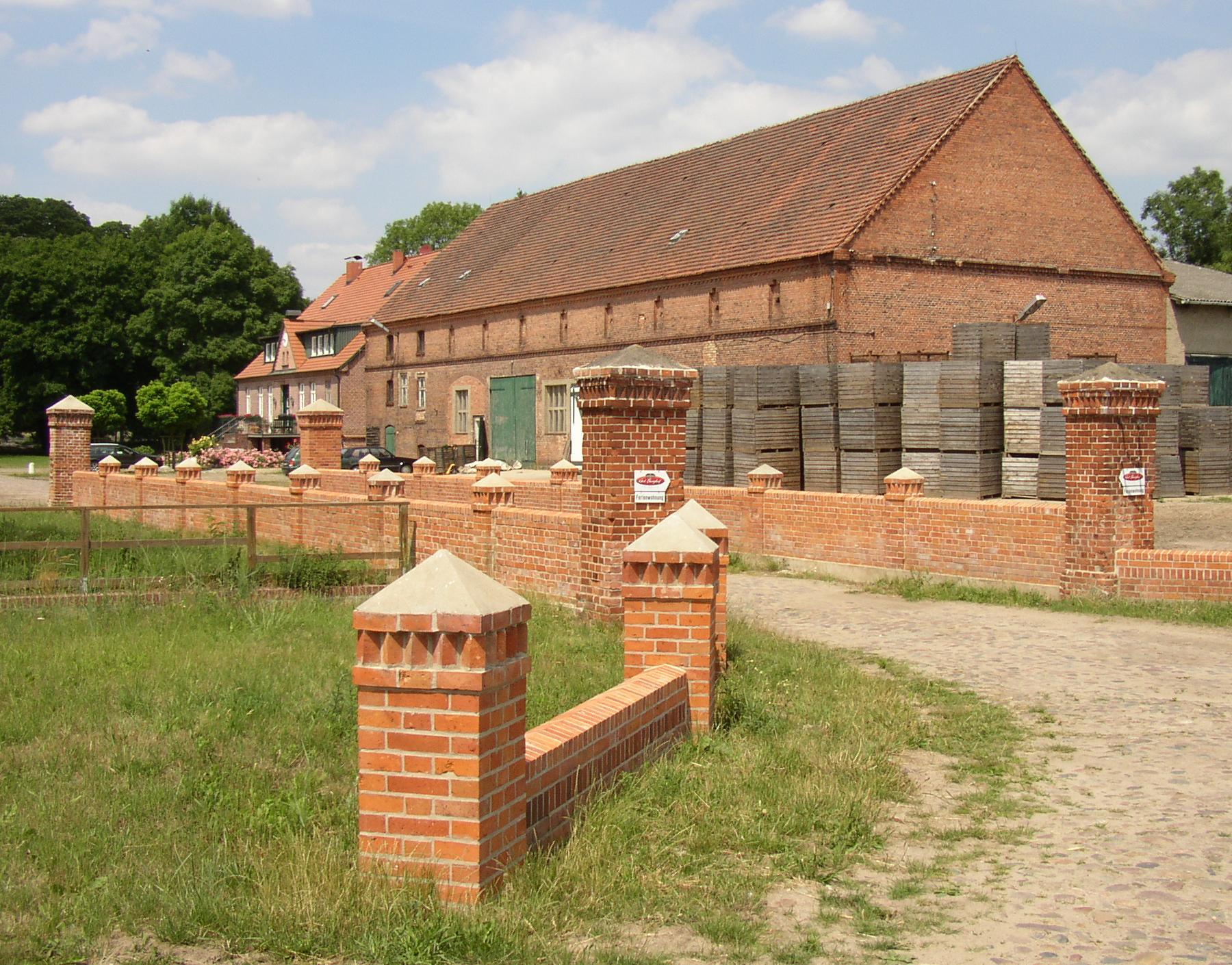
„Gut Burghof“ mit Inspektorenhaus in Blumenthal-Horst
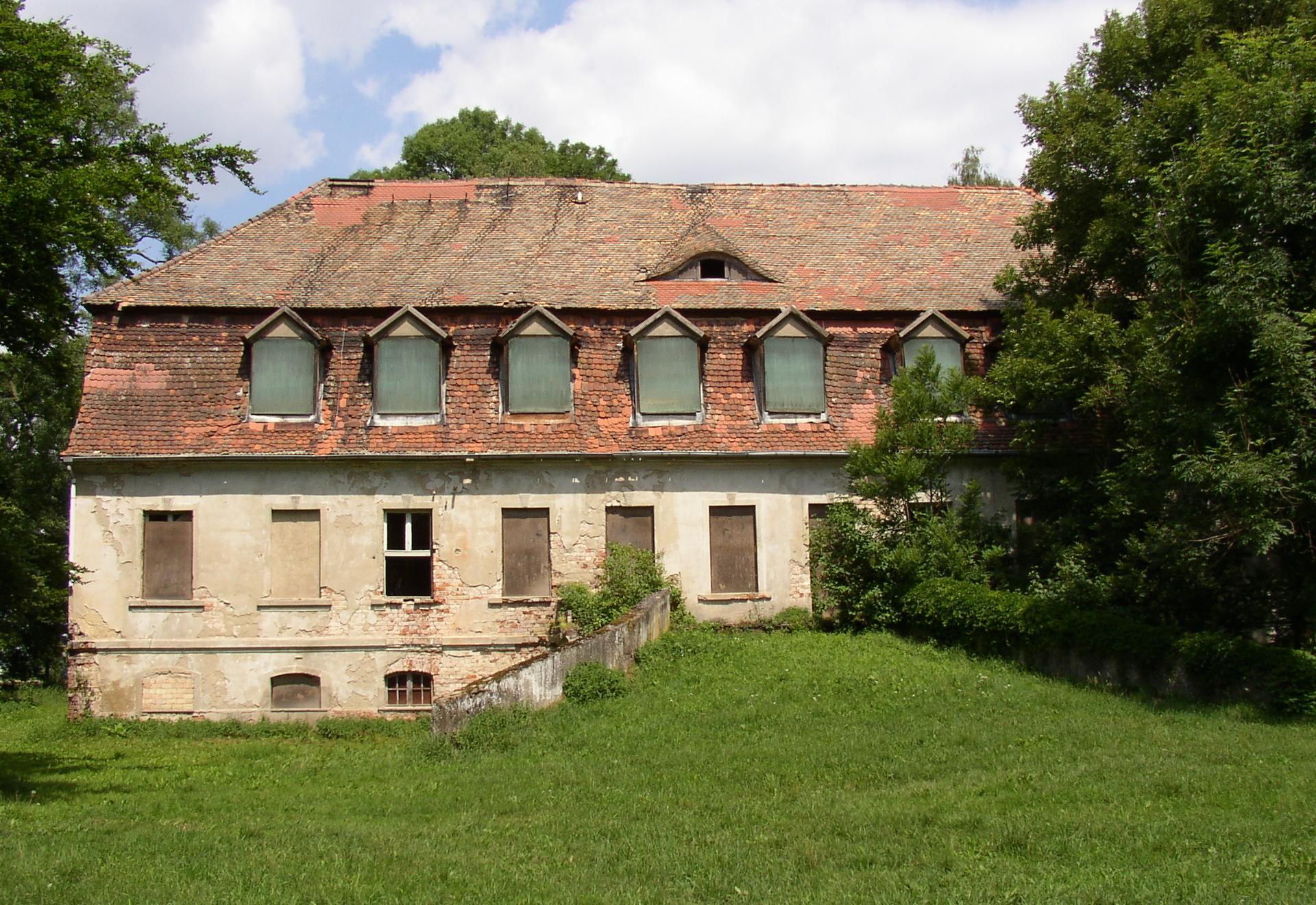
Gutshaus in Blumenthal-Horst
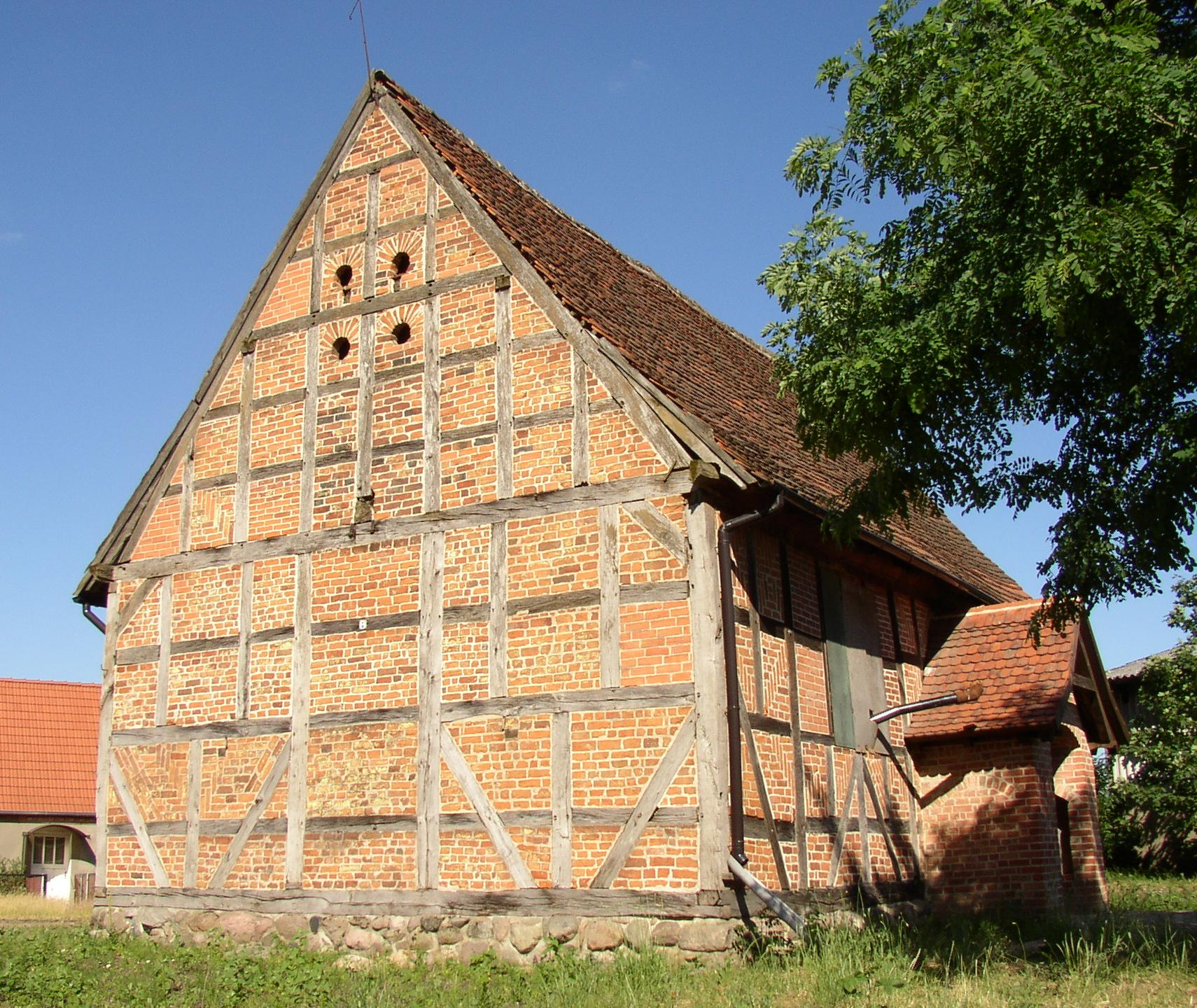
Gutskapelle in Blumenthal-Horst
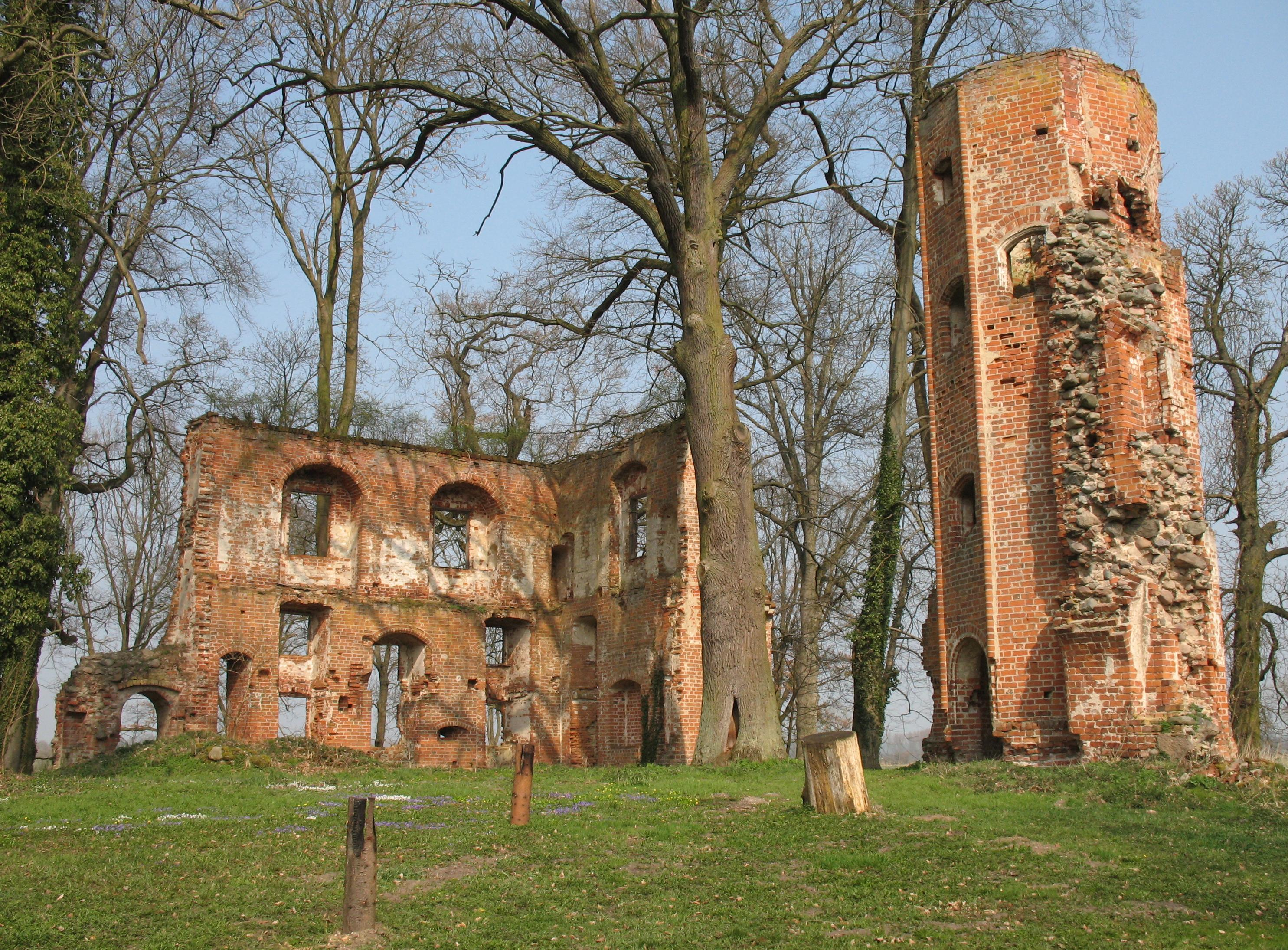
Burgruine in Blumenthal-Horst
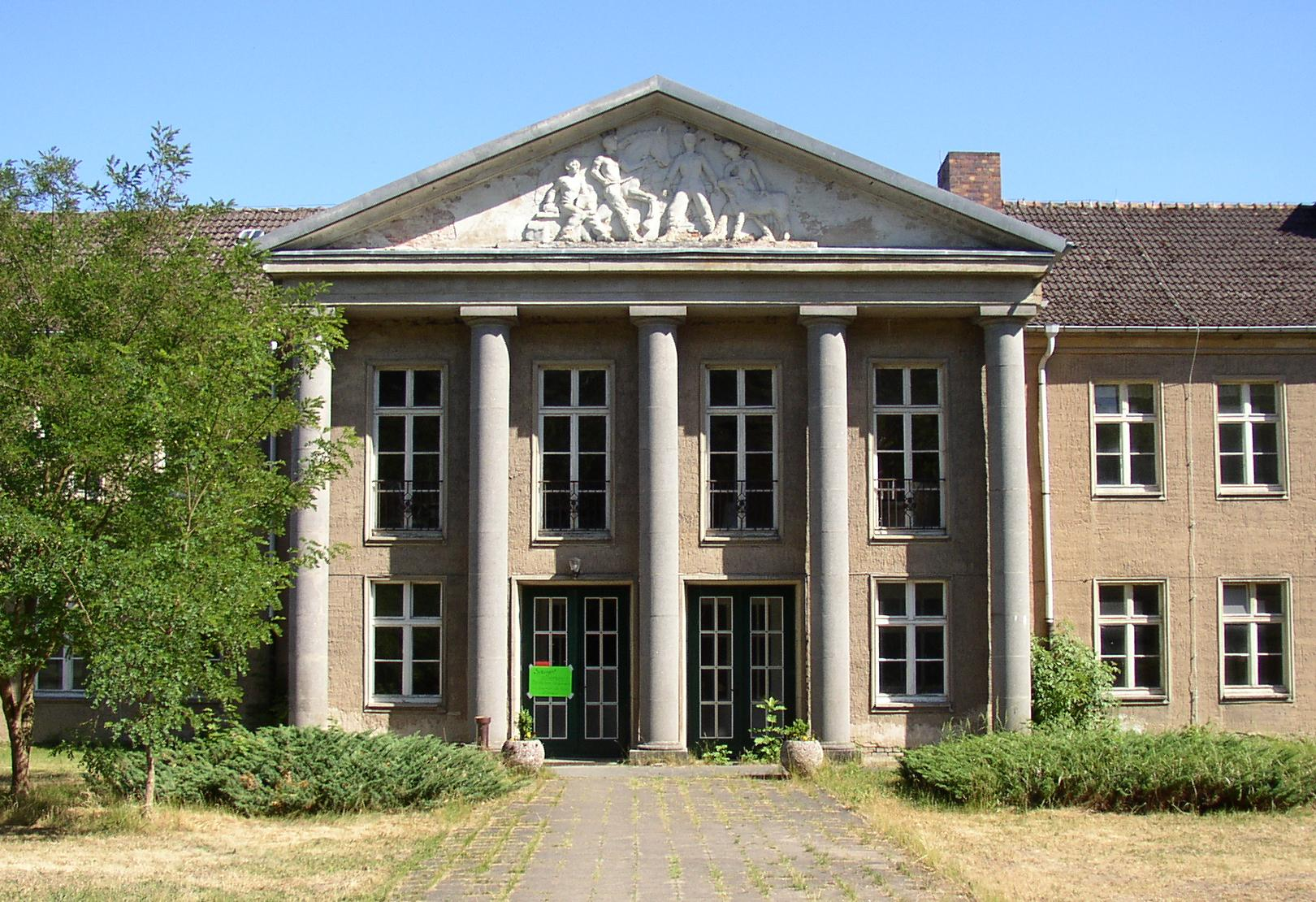
Ehemalige Landwirtschaftsschule in Blumenthal-Horst

### Geschichtsdenkmale
- Gedenktafel für die Opfer des Todesmarsches von KZ-Häftlingen an der Gabelung Dorfstraße/Fretzdorfer Straße im Ortsteil Herzsprung
- Gedenkstein für antifaschistische Widerstandskämpfer (Sammelgräber für zehn und sieben Häftlinge des KZ Sachsenhausen) auf dem Friedhof im Ortsteil Herzsprung
- Gedenkstein von 1985 auf dem Friedhof von Herzsprung für drei alliierte Fallschirmspringer, die nach dem Abschuss ihres Flugzeugs in den letzten Wochen des Zweiten Weltkrieges von Volkssturmmännern erschossen wurden.

### Naturdenkmale
- Dreibrüdereiche mit einem Brusthöhenumfang von 8,83 m (2016).[17]
- Eiche an der Alten Schäferei mit einem Brusthöhenumfang von 7,31 m (2016).[17]
- Eiche am Feld mit einem Brusthöhenumfang von 7,48 m (2016).[17]

## Wirtschaft und Infrastruktur

### Ansässige Unternehmen
- Kronotex, Hersteller von MDF-Platten und Laminatböden
- Landmaschinenkonzern Claas, Vertriebsgesellschaft und Gebietsersatzteillager

### Verkehr
Heiligengrabe liegt an der Bundesstraße 189 zwischen Pritzwalk und Wittstock. Auch die Landesstraßen L 144 (Blumenthal–Herzsprung) und L 145 (Kolrep–Wittstock) führen über das Gemeindegebiet. Die nächstgelegenen Autobahnanschlussstellen sind Pritzwalk und Herzsprung an der A 24 (Hamburg–Berlin).
In Heiligengrabe und Liebenthal hält die Regional-Express-Linie RE 6 (Prignitz-Express, Wittenberge–Berlin-Charlottenburg) der DB Regio Nordost. In den Ortsteilen Rosenwinkel und Blumenthal gibt es Haltepunkte an der Bahnstrecke Pritzwalk–Neustadt (Dosse), die zwei- bis dreimal täglich von der Regionalbahnlinie RB 73 der Hanseatischen Eisenbahn (HANS) bedient wird.

### Bildung
In Heiligengrabe gibt es drei Grundschulen und eine Oberschule:
Staatliche Schulen
- Nadelbach-Grundschule
- Grundschule Blumenthal

Schulen in freier Trägerschaft
- Gemeinschaftsschule im Kloster Stift zum Heiligengrabe – Grundschule und Oberschule (anerkannte Ersatzschule)

### Sport
Im Mai 2008 wurde Heiligengrabe von der Landesregierung Brandenburg als Brandenburgs «Sportlichste Gemeinde» ausgezeichnet, da jeder fünfte Einwohner in einem Sportverein aktiv ist.

## Söhne und Töchter der Gemeinde
- Georg von Blumenthal (1490–1550), Bischof
- Friedrich Hermann Lütkemüller (1815–1897), Orgelbauer
- Wilhelm Lütgert (1867–1938), protestantischer Theologe
- Paul Bismark (1888–1951), Politiker, Abgeordneter der Volkskammer der DDR, in Blesendorf geboren